# Jack London (lekkoatleta)
John Edward „Jack” London (ur. 13 stycznia 1905 w Georgetown, zm. 2 maja 1966 w Londynie) – brytyjski lekkoatleta sprinter, medalista olimpijski z 1928 z Amsterdamu.
Urodził się w Gujanie Brytyjskiej, ale w wieku 3 miesięcy przyjechał do Wielkiej Brytanii i tam spędził resztę życia. Był wszechstronnym lekkoatletą. zanim zaczął systematycznie trenować, przebiegł 100 jardów w 10,0 s, a w skoku wzwyż osiągnął wynik 1,88 m.
Największe sukcesy odniósł na igrzyskach olimpijskich w 1928 w Amsterdamie. W półfinale biegu na 100 metrów wyrównał rekord olimpijski czasem 10,6 s, a w finale zdobył srebrny medal przegrywając jedynie z Kanadyjczykiem Percym Williamsem. W biegu sztafetowym 4 × 100 metrów zdobył wraz z kolegami brązowy medal (sztafeta biegła w składzie: Cyril Gill, Edward Smouha, Walter Rangeley i London na ostatniej zmianie).
W 1929 był mistrzem Wielkiej Brytanii (AAA) w biegu na 100 jardów. 11 razy zdobywał akademickie mistrzostwo Wlk. Brytanii (UAU) w biegach na 100 jardów i 220 jardów (na obu dystansach w latach 1925–1928), w skoku wzwyż (1925 i 1926) oraz w pchnięciu kulą w 1926.
Po zakończeniu kariery lekkoatletycznej próbował z umiarkowanym powodzeniem występować w teatrze i w filmach.